# Іваньків (Черкаський район)
Іванькі́в — село в Україні, у Черкаському районі Черкаської області, підпорядковане Бобрицькій сільській громаді. Розташоване безпосередньо біля східного краю села Пшеничники та за 15 км від залізничної станції Ліпляве.
Населення села становить 120 осіб (2007).

## Історія
Іваньків як село виникло ще в другій половині XV століття за часів сина або внука (з тим же ім'ям) боярина Григорія Івашки, який на той час був власником Григорівки. Відтоді село й досі має назву від імені свого засновника.
У XVIII столітті село належало князю Станіславу Понятовському, а з 1900 року Ц. А. Шелембеку. На той час в селі діяли школа, каплиця та 7 вітряків. У 1928—1930 роках створено перше ТСОЗ. Протягом 1930—1934 років організовано 2 колгоспи.
У роки німецько-радянської війни село було майже знищено. На фронтах війни загинуло 72 односельці. На сьогодні в селі не діють не бібліотека не магазин.

## Населення

### Мова
Розподіл населення за рідною мовою за даними перепису 2001 року:
| Мова       | Кількість | Відсоток |
| ---------- | --------- | -------- |
| українська | 101       | 84.17%   |
| російська  | 19        | 15.83%   |
| Усього     | 120       | 100%     |

## Відомі люди
В Іванькові народилися і виросли:
- М. І. Натяга — кандидат сільськогосподарських наук;
- М. М. Осадчий — кандидат математичних наук Житомирського державного університету імені Івана Франка[4].